# Necròpolis paleocristiana de Tarragona
La necròpolis paleocristiana de Tarragona és un conjunt funerari d'època tardoromana de mitjan segle iii dC ubicat fora del nucli urbà, prop del riu Francolí, que perdura fins al segle v. Fou descoberta l'any 1923 durant els treballs de fonamentació per bastir una fàbrica. Forma part del Conjunt arqueològic de Tàrraco, declarat Patrimoni de la Humanitat per la UNESCO. L'àrea de cementiri compta amb unes 2.051 tombes que abracen des del segle iii fins al període visigòtic i configura l'àrea funerària tardoromana a cel obert més important de l'Occident romà. El recinte de la Necròpolis està format per una zona excavada a l'aire lliure (protegida per una estructura metàl·lica), l'edifici del museu, unes criptes funeràries i una zona de jardins amb sarcòfags exposats al públic. Actualment la Necròpolis Paleocristiana de Tarragona està situada en l'espai que delimiten l'avinguda de Ramón y Cajal, l'avinguda de la Independència, la Fàbrica de Tabacs i l'avinguda del Cardenal Vidal i Barraquer.
El conjunt està format per un centre d'interpretació dedicat a presentar el món de la mort en època romana i la problemàtica funerària de Tàrraco, un museu monogràfic on es conserven algunes de les restes de les excavacions, un recinte funerari amb tegulae, àmfores, elements ceràmics i sarcòfags de plom, les criptes dels Arcs i de les Roses, cases i banys de l'època altimperial, part d'un mausoleu de planta central, una via romana i un espai enjardinat de caràcter neoclàssic.

## Història
Inicialment aquesta àrea fou ocupada per un cementiri pagà i un establiment rural als afores de Tàrraco. Un cop abandonades aquestes funcions, l'àrea fou utilitzada com a necròpolis de la ciutat, des de mitjan segle iii. Els estudis indiquen que la consolidació d'aquest espai com a cementiri es produí probablement quan hi foren enterrats els màrtirs de Tarragona, Fructuós, Auguri i Eulogi, i s'edificà una basílica en el seu honor al mateix indret. La basílica documentada constava de tres naus i capçalera amb absis exterior. Posteriorment s'hi afegiren algunes cambres funeràries i un baptisteri. La necròpolis té un clar caràcter cristià, des dels primers moments. L'àrea del cementiri està datada aproximadament entre els segles iii i v, tot i que la basílica s'estima que va durar un temps més.
L'any 1923, amb l'inici dels treballs de construcció de la Fàbrica de Tabacs es va posar de manifest l'existència de restes arqueològiques de notable interès. Fins a principis de l'any 1924, les excavacions arqueològiques van ser dutes a terme pel Servei d'Excavacions de l'Institut d'Estudis Catalans, sota la direcció de Josep Colomines i Josep Puig i Cadafalch. Posteriorment, les excavacions van continuar sota la direcció dels enginyers de la fàbrica i, a partir de 1926 i fins a 1933, de mossèn Serra i Vilaró, qui va publicar aquests treballs en diverses memòries. Les excavacions de Joan Serra i Vilaró van posar al descobert una extensa necròpolis (l'anomenada Necròpolis Paleocristiana) dels segles iii-v dC, a més d'una sèrie d'estructures i edificis corresponents a fases i usos diversos.
A més del rigor científic i documental dels treballs d'excavació, J. Serra i Vilaró va tenir un paper fonamental en la conservació d'una àrea arqueològica, on es mostrava in situ una part de la Necròpolis Paleocristiana, i la construcció d'un museu monogràfic, inaugurat l'any 1930. El museu va ser propietat de la Compañía Arrendataria de Tabacos fins a 1941, quan va ser adscrit al Museu Arqueològic. L'any 1969, J. Serra i Vilaró va ser enterrat dins de l'àrea arqueològica en una cripta coronada per un monument funerari localitzat en les excavacions dels anys 20 del segle passat, que va ser desmuntat i traslladat al lloc que ocupa actualment.
Posteriorment s'han realitzat diverses actuacions com la instal·lació l'any 1971 a l'àrea arqueològica d'una coberta que evitava parcialment els efectes de l'exposició a la intempèrie; la realització d'una nova senyalització i la remodelació parcial del semisoterrani del museu, entre 1986 i 1987; o les actuacions efectuades entre 1993 i 1996, primera fase del projecte de remodelació del conjunt, que consistí en la construcció d'un nou mòdul d'accés amb la instal·lació de l'exposició «El Món de la Mort. Síntesi prefigurativa del Museu i Necròpolis Paleocristians de Tarragona», en la renovació de la coberta de la zona arqueològica amb planxes de policarbonat i en l'eliminació de les barreres arquitectòniques.
El 18 de maig de 2013, coincidint amb el Dia Internacional dels Museus, s'ha reobert l'àrea d'exposició in situ, fruit d'un projecte d'intervenció, orientat a millorar la conservació i la comprensibilitat de les restes, que es complementa amb l'edifici d'accés, convertit en Centre d'Interpretació de la Necròpolis. Una primera fase del projecte d'intervenció global sobre aquest conjunt monumental.

## Museu

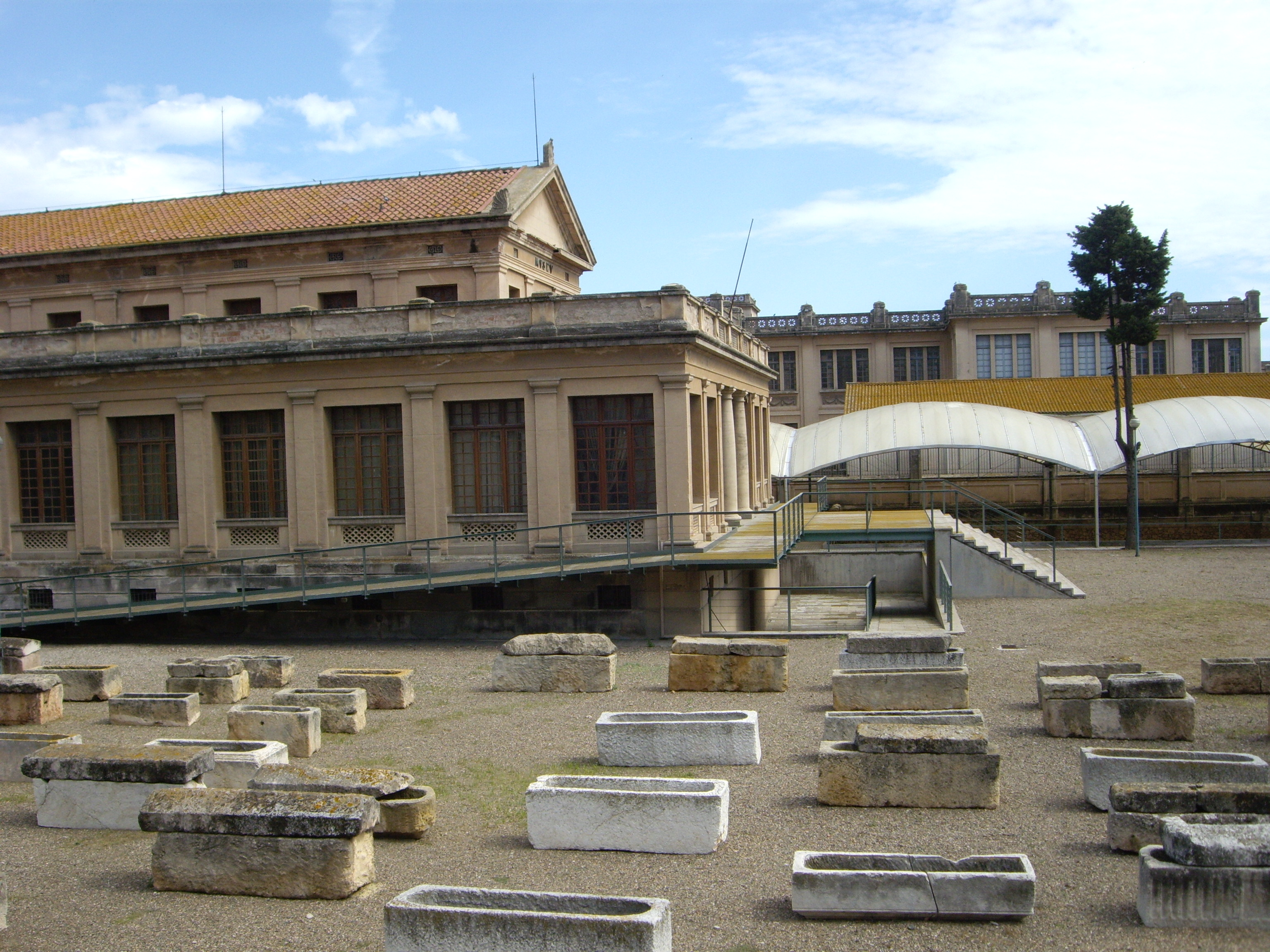
Necròpolis paleocristiana de Tarragona

### Descobriment i recerca
L'any 1923 es van iniciar els treballs de construcció d'una fàbrica de tabacs en una zona perifèrica de la ciutat, situada entre el port i la desembocadura del riu Francolí. La recuperació de notables restes arquitectòniques i decoratives d'època romana va motivar els primers treballs arqueològics dirigits per Josep Colomines i Josep Puig i Cadafalch, del Servei d'Excavacions de l'Institut d'Estudis Catalans, i continuats per José Tulla, Pío Beltrán i Cosme Oliva, enginyers de la fàbrica.
A partir de 1926 i fins a 1933, mossèn Joan Serra i Vilaró assumeix la direcció de les excavacions en les quals aplicà un rigorós mètode científic, derivat de la seva formació prehistòrica. El plantejament de les intervencions, la sistemàtica documentació fotogràfica i planimètrica, o la publicació regular dels resultats de les excavacions (1927, 1928, 1930 i 1935) en són una bona mostra.
Una actuació científicament exemplar que es va complementar amb els esforços per tirar endavant un projecte més ampli que, finalment, i amb la important col·laboració de la Compañía Arrendataria de Tabacos, es va veure plasmat en la construcció d'un museu monogràfic, a més de l'adequació d'un sector d'exposició in situ de la necròpolis (1929-1930).
Durant els treballs d'excavació es van posar al descobert més de 2.000 enterraments, fonamentalment corresponents als segles iii-v dC, així com un seguit d'edificacions i eixos viaris, que van permetre a J. Serra i Vilaró elaborar una primera proposta d'evolució històrica per a aquest espai suburbial de la ciutat romana, entre els segles i aC i vii dC. Una aproximació inicial, que les excavacions posteriors, realitzades a l'entorn d'allò que es va conèixer com a Necròpolis Paleocristiana, han permès confirmar, matisar o modificar.
Aquesta necròpolis s'ha relacionat amb els màrtirs Fructuós, Auguri i Eulogi, que van ser cremats a l'arena de l'amfiteatre el 21 de gener de l'any 259 dC, i en memòria dels quals s'hauria erigit una basílica funerària d'inicis del segle v. Aquesta edificació hauria convertit la Necròpolis Paleocristiana en un centre de peregrinació de fidels i intensificat l'activitat funerària, tant a l'interior com a l'entorn de la basílica.

### Reobertura

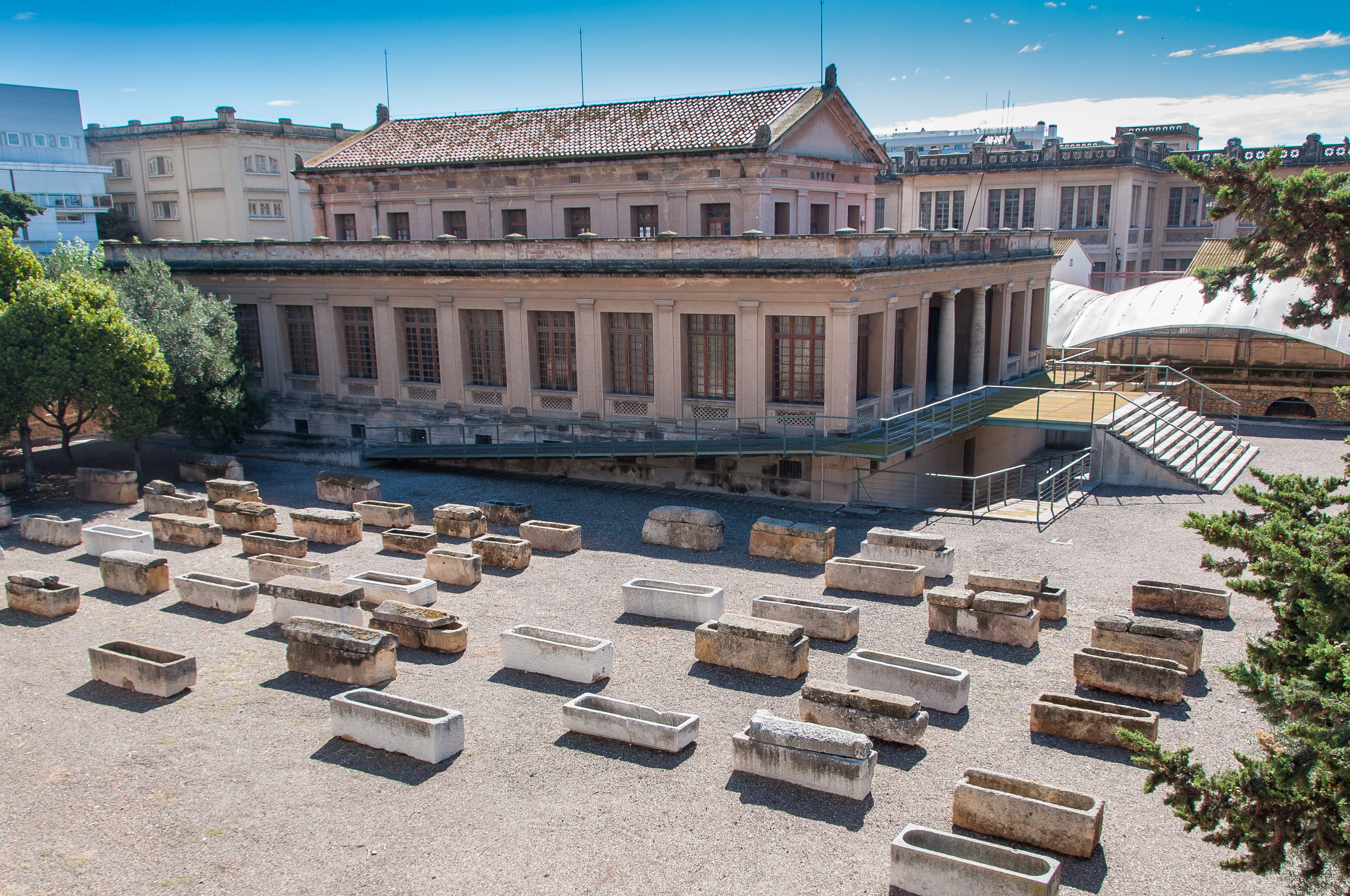
Museu

El mes de juliol de 2012 el Departament de Cultura de la Generalitat de Catalunya va anunciar que obrirà al públic la Necròpolis Paleocristiana de Tarragona a partir del gener del 2013, després d'haver estat tancada 20 anys. Prèviament s'hi faran tasques de rehabilitació que serviran per millorar la comprensió de les característiques i la significació del conjunt al visitant i la preservació de les restes arqueològiques.
L'objectiu del projecte d'adequació i millora de la Necròpolis Romana és obrir el jaciment a la visita pública i fer més comprensible al visitant les restes conservades en l'àrea d'exposició in situ. El projecte respon a la necessitat d'obrir al públic un espai que ha estat tancat des de l'any 1992.
El projecte es formula com a pas previ a la redacció d'un projecte de més abast que inclogui una intervenció completa al conjunt monumental de la Necròpolis, pensat ja des d'un punt de vista urbà, relacionant-lo amb el futur complex d'equipament 
patrimonial «La Tabacalera». Emmarcat en aquesta temporalitat, el que es pretén assolir mitjançant aquest projecte és reobrir la Necròpolis amb unes condicions que permetin al visitant comprendre les característiques i la significació del conjunt, 
alhora que es conservin i preservin les restes arqueològiques d'una forma correcta.

## Context
La Necròpolis Paleocristiana forma part del Conjunt Arqueològic de Tàrraco, declarat Patrimoni Mundial per la UNESCO l'any 2000. És un jaciment considerat d'importància cabdal per als estudis sobre el procés de cristianització de la Tarraconensis romana, on s'han trobat restes arqueològiques que comprenen un període molt llarg, des del segle i aC fins al segle vii dC. L'àrea de cementiri compta amb unes 2.051 tombes que cronològicament abracen des del segle iii fins al període visigòtic, i configura l'àrea funerària tardoromana a cel obert més important de l'Occident romà.
La tipologia dels sepulcres és molt variada i va des d'enterraments simples amb àmfora o teula (tegulae) fins als mausoleus, passant per una gran diversitat de sarcòfags, alguns de procedència nord-africana, o en taüts de fusta. Una peça que cal significar és la nina d'ivori, datada del segle iv dC, que va aparèixer dins d'un sarcòfag amb les despulles d'una nena d'uns sis anys. Fa 23 cm d'alçada i és articulada per les espatlles, colzes, malucs i genolls. Tot plegat permet endinsar-se en l'essència de la societat cristiana de Tàrraco.
En el decurs de les excavacions arqueològiques es va posar al descobert una part del sistema viari creat a partir de la reforma d'August. Aquests trams viaris eren flanquejats per monuments funeraris i, posteriorment, per edificis residencials, artesanals o d'emmagatzematge. L'expansió del suburbi en els segles i i ii dC va desplaçar gradualment l'activitat funerària cap a l'àrea més perifèrica, en les proximitats del riu, on s'anirà conformant a partir del final del segle iii dC l'àrea d'enterraments més extensa de Tàrraco, coneguda com a Necròpolis Paleocristiana.
La troballa d'un fragment d'epígraf restituït com [FRVC]TVOSI / A[VGVRI ET EVLOGII] ha fet pensar que aquesta àrea funerària va acollir les despulles dels màrtirs, cremats a l'arena de l'amfiteatre el 21 de gener del 259 dC. En la seva memòria s'hauria erigit al final del segle iv o inici del v dC una basílica que, probablement, va dinamitzar l'àrea funerària conformant, conjuntament amb la basílica documentada sota el centre comercial «Parc Central», un extens centre eclesiàstic que sembla perdurar fins al final del segle vii.
És de destacar la riquesa tipològica dels enterraments documentats, que van des de simples foses excavades en el terra argilós, fins a monumentals criptes com les dels Arcs i dels Enginyers, amb arcosolis per disposar sarcòfags de pedra decorats. El tipus més habitual però, consisteix en una fossa on s'introdueix el cadàver dins d'un contenidor, que podia estar fet amb àmfores, teules, o un taüt de fusta, de plom o de pedra, etc. Per indicar la presència de la tomba s'ubicava en la superfície un indicador funerari, que podia consistir en una simple marca en el mateix terra o en una estructura construïda (tumuls) amb formes planes, prismàtiques, de mensa (taula), etc. que, en algun cas, podien anar ricament ornamentades.
Les evidències actuals indiquen que la Necròpolis pròpiament dita no tindria continuïtat més enllà de mitjan segle v, moment en què, possiblement, l'activitat funerària es desplaçà a l'entorn del centres de culte cristià que sorgeixen en el marc de la ciutat tardana i visigoda. A partir d'aquest moment els enterraments semblen concentrar-se en el subsòl de la basílica localitzada en aquesta àrea, i en la descoberta al final del segle xx en el solar del centre comercial «Parc Central».
Els treballs d'excavació han permès la descoberta d'enterraments generalment pobres, tot i que també s'hi poden trobar alguns exemples de més categoria, com mausoleus, sarcòfags i làpides de pedra o de marbre. Els enterraments més corrents són fets amb teules, tot i que del conjunt visitable de la necròpoli destaca un seguit d'inhumacions conservades in situ en què es poden apreciar els diversos tipus d'enterrament utilitzats en aquell moment: tombes en àmfores, teules, túmuls en mensa i cupa, així com tres criptes, una d'elles conservada íntegrament.
Destaquen les tombes amb sarcòfags, i amb la coberta feta de mosaics policromàtics, amb representacions de gran qualitat, com la coneguda d'Òptimus. Per a la construcció d'aquests sepulcres es va aprofitar material d'edificis anteriors i també del cementiri primitiu. Aquest fet explica l'existència d'elements funeraris pagans i d'altres de tema profà trobats a la necròpolis. L'àrea de cementiri d'època paleocristiana la formen unes 2.051 tombes que cronològicament abracen des del segle iii fins al període visigòtic. La categoria de les tombes és diversa, des de mausoleus i panteons familiars (Cripta dels Arcs i de les Roses), fins a inhumacions en taüts de fusta, àmfores o sarcòfags de marbre importat.
En aquesta zona també hi havia una basílica visigòtica en commemoració al bisbe sant Fructuós, de la qual s'han localitzat bona part de les estructures. Constituiria una edificació de tres naus amb cambres funeràries annexes i un baptisteri. Entre els materials arqueològics pertanyents a l'aixovar funerari de les tombes es trobaren objectes de vidre, ceràmica, os i marfil, i destaca una nina articulada de marfil. D'altra banda, destaca un important conjunt d'inscripcions d'època paleocristiana.

### Àrees funeràries a Tàrraco

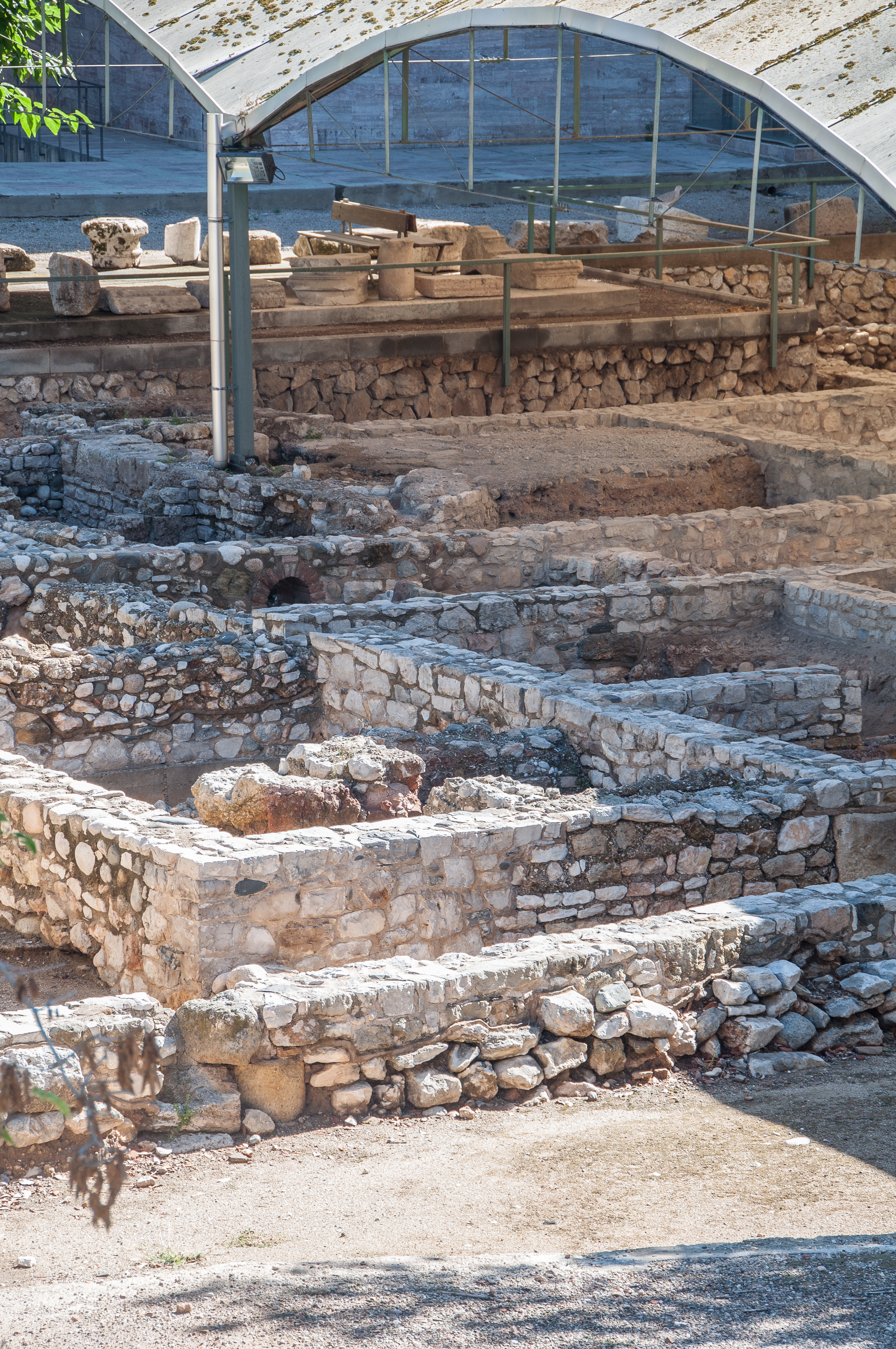
Necròpolis de Tarragona

L'increment de l'activitat arqueològica que ha comportat la recent i actual urbanització de la ciutat en l'àrea on antigament s'ubicaren els suburbis de la ciutat romana, ens ha permès conèixer amb major profunditat la complexa dinàmica d'aquests espais on es concentraven les àrees funeràries. Els principals suburbis estaven relacionats amb les vies que, procedents de Valentia, Ilerda i Bàrcino, confluïen a Tàrraco.
L'àrea suburbial més extensa i dinàmica s'ubicava entre el límit meridional de la ciutat emmurallada i la desembocadura del riu Francolí, prop del pont per on la via Augusta creuava el riu en direcció cap a Valentia i Ilerda. En aquest sector, els trams viaris fruit de la reforma viària d'August que s'han identificat, estaven flanquejats per monuments funeraris, tot seguint una pràctica àmpliament documentada en altres indrets d'època tardorepublicana i altimperial. Progressivament, els magatzems, les domus suburbanes i els edificis artesanals i productius van anar desplaçant l'activitat funerària cap a la perifèria del suburbi, a la vora de la llera del riu. A partir del final del segle iii dC, l'abandonament d'aquesta extensa àrea suburbial va afavorir la proliferació d'àrees funeràries que, en molts casos, no van tenir continuïtat. Amb la revitalització urbanística del suburbi a partir del final del segle iv o inicis del v, l'activitat funerària es va concentrar especialment a la Necròpolis Paleocristiana i el seu entorn més immediat.
Les altres àrees funeràries de Tàrraco que coneixem, se situen al nord-est, a l'entorn del tram viari procedent de Barcino, i al nord, sobre el vessant meridional de la muntanya de l'Oliva. En el primer sector, els enterraments documentats corresponen majoritàriament a època altimperial, mentre que la Necròpolis septentrional s'adscriu principalment a època tardana. A partir del segle v, les àrees d'enterrament s'associen als edificis de culte cristià que sorgeixen en diferents punts de la ciutat com la part alta, les basíliques del Francolí o l'església visigoda construïda a l'arena de l'amfiteatre.

### Escultura
Durant les excavacions de la Necròpolis Paleocristiana es van localitzar diverses escultures d'època tardorepublicana, que devien formar part de diferents monuments funeraris i que posteriorment van ser reutilitzades. Les inscripcions sepulcrals d'aquesta època fan referència —gairebé exclusivament— a esclaus i lliberts que segurament eren enviats a Tàrraco com a artesans o mercaders pels seus amos de Roma. Probablement uns quants d'aquests lliberts, després d'assolir una certa prosperitat, es feren construir tombes monumentals, de les quals formarien part aquestes estàtues.
A més d'aquestes escultures en pedra lumaquèl·lica es van descobrir, a la mateixa zona, diverses estàtues de marbre, de les quals s'ha de destacar un bust togat, dels inicis del segle iii dC, que és l'exemplar més tardà dels conservats actualment a Tarragona.

## Significació del conjunt
Les restes conservades mostren l'evolució d'aquest espai suburbial de la ciutat romana des d'època romanorepublicana fins a la fi del domini visigot (segles i aC – vii dC). D'aquest llarg període destaca la formació, a partir del segle iii dC, d'una àrea funerària extensa i densa que es consolida amb la construcció a inicis del segle v d'una basílica cementirial en memòria de Fructuós i els seus diaques Auguri i Eulogi, 
martiritzats a l'arena de l'amfiteatre l'any 259 dC. El desig dels membres de la puixant comunitat cristiana de Tàrraco de reposar vora les despulles dels sants (ad sanctos) explica tant la construcció de la basílica que commemora i monumentalitza la seva presència com la intensitat i densitat d'enterraments.
Les tombes i sepultures més rellevants des del punt de vista arquitectònic i decoratiu, símbol de destacats personatges de les elits locals, cerquen aquesta proximitat. Tot el subsòl de la basílica era un continu de sarcòfags esculturats, magnífiques laudes sepulcrals en mosaic, etc. Un conjunt ampli i únic per explicar la conversió d'un petit espai suburbial en un focus d'expressió del poder i lideratge del cristianisme en els territoris de l'Imperi Romà.
Les restes conservades en aquesta àrea in situ responen a la següent seqüència historicoarqueològica, característica d'un sector suburbial on es desenvolupen distints usos (funerari, residencial, viari i productiu) que varien al llarg del temps:
1. Sitges relacionades amb l'explotació agrícola (segle i aC).
2. Vials suburbans (segles i – vii dC).
3. Enterraments al costat de les vies (segles i – ii dC).
4. Domus suburbanes (segles i – vii dC).
5. Edificacions de caràcter productiu i artesanal (segles i – vii dC).
6. Cementiri que es desenvolupa intensament a partir de la segona meitat del segle iii dC en relació amb l'enterrament dels martiritzats Fructuós, Auguri i Eulogi. La necròpolis continua en ús fins a mitjan segle v, conformant l'àrea d'enterrament més extensa i densa de les conegudes a l'Occident romà, amb una àmplia varietat tipològica d'enterraments: criptes i túmuls amb distints contenidors (caixa de tegulae, planes i a doble vessant; sarcòfags de pedra i plom; taüts de fusta, caixes de lloses; àmfores, etc.), alguns d'ells amb destacats elements arquitectònics i decoratius.
7. Construcció de la basílica en record i memòria dels sants martiritzats enterrats en el cementiri, que experimenta una expansió i projecció notables tal com mostren les magnífiques criptes, sarcòfags, laudes i altres elements funeraris.

A l'interior de la basílica l'activitat funerària continua fins a la fi del domini visigot a inicis del segle viii.
En definitiva, la Necròpolis Paleocristiana continua constituint, més de 80 anys després del seu descobriment, un referent imprescindible per explicar el món funerari romà entre el paganisme i el triomf del cristianisme i un actiu patrimonial 
indispensable per mostrar a la societat que fou Tàrraco, porta de Roma a Hispània i capital de la província més extensa de l'Imperi Romà.

### Costums funeraris
L'evolució dels costums sepulcrals en l'època romana va sorgir d'un món complex en què les tradicions romanes i itàliques es van fusionar amb la diversitat de cultures i creences pròpies dels diferents pobles que van passar a formar part de l'imperi. La dualitat incineració-inhumació, present a la societat romana, i el procés que al llarg dels primers segles de l'Era va conduir al predomini total de la inhumació, característica del Baix Imperi, s'atribueix a la influència que progressivament van anar adquirint, a Roma, les diferents cultures inhumadores presents a l'urbs, a través de les elits provincials que, a poc a poc, es van fer majoritàries als òrgans de govern i a l'administració imperial.
La diversitat de tipus d'enterraments és la primera característica de les necròpolis tardoantigues. El primer factor diferenciador és purament econòmic. Es distingeix entre els sepulcres edificats i els enterraments efectuats a terra, en els quals la senyalització es limitava a un petit túmul. A les necròpolis urbanes que coneixem a la península Ibèrica, són molt més freqüents els enterraments indicats per monuments senzills que els grans mausoleus o edificis funeraris. A Tàrraco, de les més de dues mil tombes catalogades a la Necròpolis entre els s. iii i v dC, tot just un centenar es troben contingudes en la vintena d'edificis funeraris existents. La relació entre enterraments simples i tombes edificades condueix, doncs, al predomini aclaparador dels primers.
No es coneixen les causes que portaven a triar un tipus o altre de contenidor funerari. La hipòtesi d'una variació tipològica d'arrel cronològica ha de desestimar-se. La seqüència estratigràfica demostra que, si bé els enterraments amb taüt de fusta i els de fossa coberts amb tègules planes van ser els primers a utilitzar-se, coexisteixen després amb tots els altres tipus presents i se superposen entre si de manera aleatòria. Homes i dones, joves i adults, coexisteixen igualment en tots els tipus de tombes.

### Població de Tàrraco
Tot i que les restes humanes exhumades al llarg de les excavacions no constitueixen la totalitat de la població enterrada, ni tampoc el reflex exacte de la població real, el seu estudi ens dona, a la vegada, informació sobre l'esperança de vida, la fecunditat, la taxa de mortalitat, la tipologia de la comunitat d'on ha sorgit, etc. És per això que l'estudi de les nombroses restes antropològiques de la Necròpolis Paleocristiana ens ha facilitat tota una sèrie de dades amb relació a les característiques físiques dels ciutadans de Tarragona en aquesta època. En general es pot dir que la població tarragonina tenia una talla una mica baixa, amb mitjana global inferior a la mitjana general del seu sexe (165 cm per als homes,154 cm per a les dones), amb un gran predomini de la tipologia mediterrània.
També, i encara que els epitafis no són un substitut d'un registre modern de difunts, les nombroses inscripcions recuperades, tant paganes com cristianes, ens proporcionen dades molt interessants sobre la població de Tàrraco, la seva condició social i les expectatives de vida d'aquell moment. En època altimperial eren molts els ciutadans que pertanyien a la tribu Galèria. Hi ha moltes inscripcions referides a lliberts i destaca la presència de molts immigrats procedents de les províncies orientals de l'Imperi i de l'interior d'Hispània. També hi havia relacions amb Grècia, com demostren les nombroses inscripcions en grec trobades a la Necròpolis.

### Ofrenes funeràries
Les necròpolis d'època tardoromana dels nuclis urbans de la costa mediterrània es caracteritzen per la gairebé total absència d'aixovars o dipòsits funeraris, en contraposició a les dels nord de Castella, on són nombrosos (armament, eines de ferro, guarniments de bronze, ceràmiques fines i comunes, vidres, etc.).
A més de les diferències ètniques de les poblacions d'aquestes dues zones, s'han de tenir en compte algunes dades legislatives. El Corpus iuris civilis (528 - 533 dC) de Justinià recull en el Digest i a les Institutiones un seguit de comentaris de juristes d'època imperial (Marcià i Ulpinià, entre d'altres) relatius a les restriccions sobre la presència d'ofrenes a les sepultures. Aquestes mesures pretenien impedir el freqüent saqueig dels enterraments a la recerca d'objectes de valor. Es prohibeix enterrar algú amb objectes de plata, pedres precioses i guarniments en general o, fins i tot, amb vestits luxosos. L'aplicació d'aquestes mesures mai no fou total ni exclusiva, però les ofrenes mortuòries ja no tingueren un paper tan destacable en els ritus funeraris de la societat urbana baix-imperial.
A la Necròpolis Paleocristiana de Tarragona, de més de dues mil sepultures, només dotze presentaven algun element d'aixovar. D'entre aquestes cal destacar la que porta el número 152: en un sarcòfag, reaprofitat, va aparèixer l'esquelet d'una nena d'uns cinc anys, amb fil d'or al voltant del coll i al llarg del cos, que devia guarnir el vestit que portava, i també una nina articulada d'ivori, que és probablement la peça més emblemàtica d'aquesta Necròpolis.

### Ritual funerari
Les fonts literàries ens mostren una sèrie de rituals que començaven en el mateix moment de la mort del difunt i s'estenien fins dies després del seu enterrament. El culte que es donava als difunts obeeix a la convicció més o menys conscients de la seva supervivència més enllà de la mort i de la necessitat de donar-los atencions especials al més enllà.
La inhumació i la incineració existien a Roma des del segle ix aC, degut, segurament, a l'heterogeneïtat del poble romà. Són la conseqüència de dues concepcions diferents de la mort. A partir del segle iv aC la incineració va prendre relleu, essent el ritual predominant des del segle ii aC. A partir d'aquí es va entrar en un procés gradual a favor de la inhumació entre els segles i-iii dC, i sobretot, a partir de l'emperador Adrià, època en la qual l'elit comença a inhumar-se.
No es posen d'acord del perquè d'aquest canvi: predomini de les religions orientals, evolució del ritual, ascens de les classes altes en el ritu d'inhumació... Segurament es deu a diverses raons de caràcter econòmic, social, polític i religiós, que van fer que el nou ritual s'adaptés millor a una nova situació. Els cristians, en un primer moment, van adoptar els costum dels jueus i pagans del seu temps i, només més tard varen donar-li un comportament específicament cristià, encara que molts dels conceptes i les formes utilitzades continuaven sent els mateixos, en un origen que es perd en els temps.

### Símbols cristians
Les investigacions històriques actuals tendeixen a palesar que no hi ha un trencament absolut entre la mentalitat, els hàbits i —en conseqüència— els gustos artístics dels ciutadans romans dels primers quatre segles de la nostra Era, fossin cristians, pagans o creients de qualsevol altra religió. En un primer moment, la transformació que el cristianisme aporta a l'art té un signe fonamentalment ideològic, sobre formes preexistents. Moltes vegades, fins i tot, amb l'únic canvi del contingut espiritual en imatges que posseeixen una antiquíssima tradició anterior.
Animals com el peix, l'anyell, el colom, el fènix, el gall, el cérvol o la serp; elements iconogràfics com la palma, la corona, l'àncora, el vaixell, el riu o la creu; personatges i fets de l'Antic Testament que contenen alguna al·lusió més o menys directa als del Nou Testament. Es repeteixen, representats en làpides, sarcòfags, mosaics i pintures, i creen un llenguatge gràfic d'una forta càrrega simbòlica.
Des de mitjan segle iv es produeix un canvi en els símbols. Enfront d'aquesta iconografia, que tradueix un anhel individual i col·lectiu de felicitat en el més enllà, apareixen les representacions de la comunitat religiosa, l'església, com a camí de salvació. És el moment de l'església triomfant, amb tot un seguit d'imatges que volen mostrar l'arrel divina de la institució.

### Fructuós, Auguri i Eulogi de Tarragona
L'any 258, el de la promulgació del segon edicte de Valerià, van ser executats Sixte, bisbe de Roma, amb quatre dels seus diaques i Cebrià, bisbe de Cartago. L'any següent van ser martiritzats el bisbe de Tàrraco, Fructuós i els seus diaques Auguri i Eulogi. Se sap que la nit després del martiri, membres de la comunitat cristiana van recuperar les despulles incinerades dels màrtirs per traslladar-les, presumiblement, a les àrees d'enterrament de la perifèria propera a la desembocadura del riu. La troballa d'un fragment d'epígraf —restituït com [FRVC]TVOSI / A[VGVRI ET EVLOGII]— en els terrenys de l'anomenada Necròpolis Paleocristiana, permet pensar que degué ser aquesta l'àrea funerària que va acollir les despulles dels màrtirs.

## Protecció genèrica
- L'any 2000 la UNESCO va incloure la necròpolis dins la llista de Patrimoni Mundial com a integrant del «Conjunt Arqueològic de Tàrraco».
- Tot el terme municipal de Tarragona està protegit i declarat pel Decret 652/1966, de 10 de març (BOE de 22 de març de 1966) i d'acord a l'àmbit III amb un nivell de protecció d'acord amb la vigent Llei 9/93 del Patrimoni Cultural Català, Bé Cultural d'Interès Nacional a la categoria de BCIN-zona arqueològica.
- La necròpolis és declarada monument historicoartístic per Decret de 3 de juny de 1931 (Gazeta de 4 de juny de 1931). Nivell de protecció d'acord amb la vigent Llei 9/93 del Patrimoni Cultural Català: BCIN (R-I-55-0057). Bé Cultural d'Interès Nacional a la categoria ZONA ARQUEOLÒGICA
- L'edifici del Museu té la categoria de BCIN pel seu contingut, segons declaració d'1 de març de 1962 i d'acord amb la vigent Llei 9/93 del Patrimoni Cultural Català (RI-51-0001408-00000). També està protegida la seva estructura.